# Ludovicus Neefs

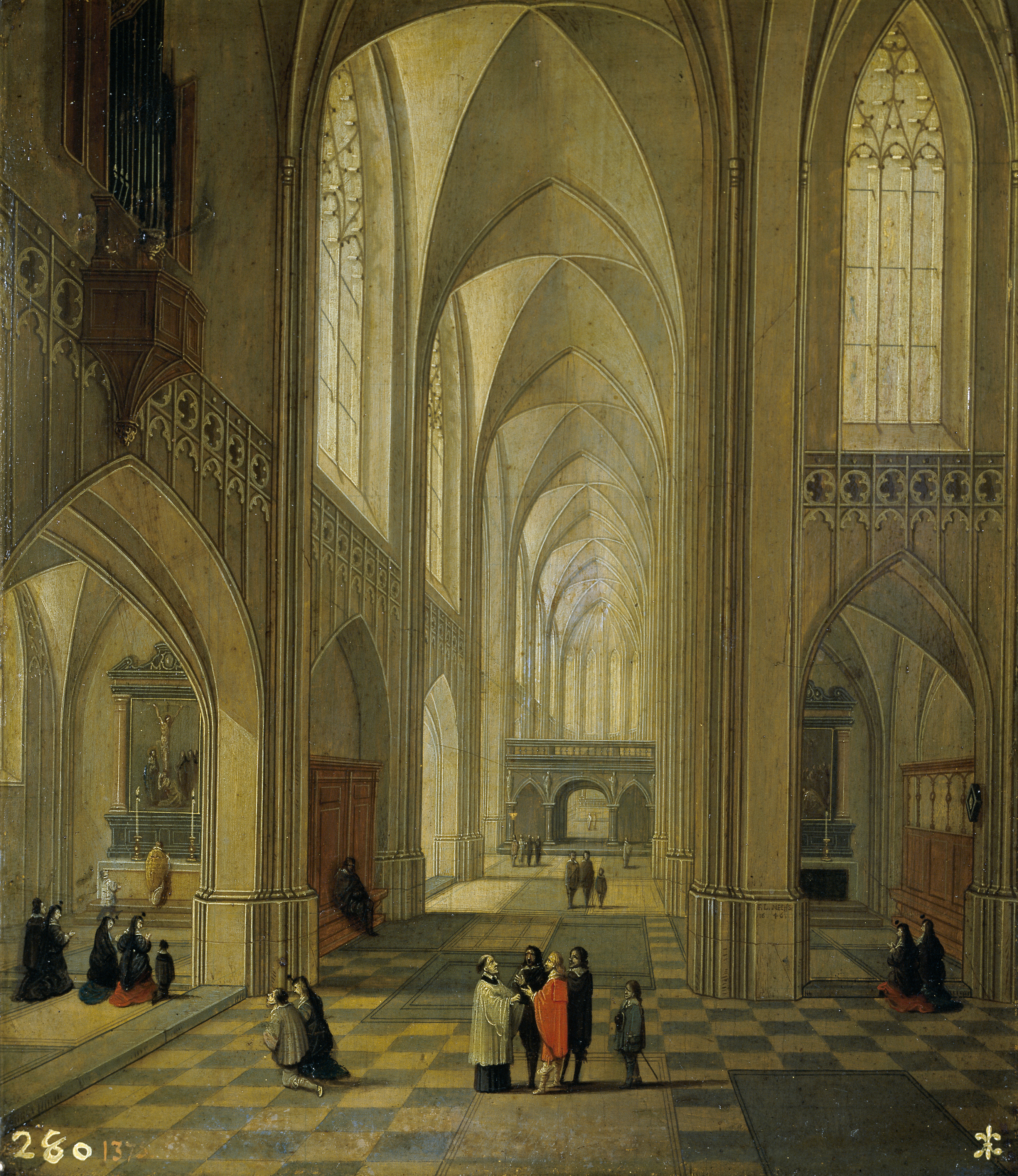
Interior d'una església, signat «F.L. Neeffs / 16-46», oli sobre taula, 28 x 25 cm, Madrid, Museu del Prado.

Ludovicus Neefs, o Lodewijck Neeffs (Anvers, 1617 –1649?) va ser un pintor barroc flamenc, especialitzat en la pintura de perspectives arquitectòniques.
Batejat el 22 de gener de 1617, fill de Pieter Neefs el Vell i germà major de Pieter Neefs el Jove, és el menys conegut dels tres. Dedicat com el seu pare i el seu germà a la pintura d'interiors d'esglésies, és possible que li corresponguin algunes de les obres a ells atribuïdes.
Només se li poden atribuir actualment tres obres: dues conservades al Museu del Prado (Interior d'una església i el Viático), ambdues procedents de la col·lecció d'Isabel de Farnesi i signades e 1646, amb figures de Frans Francken III, i una altra conservada a la Gemäldegalerie Alte Meister de Dresden, signada «Frater Ludovicus Neefs An. 1649». Si això implica que Ludovicus havia ingressat en alguna orde monàstic, podria identificar-se amb un frare del seu mateix nom mort en el convent de Sant Agustí d'Anvers al novembre de 1649, si bé l'edat de 26 anys que se li donava no correspon a la qual tindria el pintor en aquest any.